# Agustín Acosta Lagunes
Agustín Acosta Lagunes (Paso de Ovejas, Veracruz; 31 de diciembre de 1929 - Ciudad de México, 12 de abril de 2011) fue un economista y político mexicano, miembro del Partido Revolucionario Institucional. Fue gobernador de Veracruz entre 1980 y 1986.

## Biografía
Nació el 31 de diciembre de 1929 en Paso de Ovejas, Veracruz. Sus padres fueron Florencio Acosta Barradas (heredero del Ingenio La Gloria) y Josefa Lagunes Morales (hija de uno de los dueños de la Hacienda de Angostillo). Estudió la primaria en la Escuela Enrique C. Rébsamen de la Xalapa y la preparatoria en Escuela de Bachilleres de la misma población.  
Cursó la licenciatura en la Escuela Nacional de Economía de la Universidad Nacional Autónoma de México de 1952 a 1958, obteniendo el grado de licenciado en Economía tras presentar su tesis titulada Consideraciones sobre el Análisis Económico de las Empresas. 
Realizó un posgrado en la Universidad de Nueva York y varios cursos patrocinados por la Organización de las Naciones Unidas, en Ginebra, Suiza, sobre Dirección, Administración y Control de Industrias Paraestatales y Privadas. Entre 1958 y 1966 se desempeñó como profesor de Comercio Internacional en la Escuela Nacional de Economía de la Universidad Nacional Autónoma de México, y de 1965 a 1967 tuvo a su cargo el seminario de Comercio Exterior de México en la misma institución.

## Obras
De 1959 a 1964 fue contralor general de Almacenes Nacionales de Depósito, S. A. (ANDSA), y analista de los Departamentos de Estudios Económicos del Banco Nacional de México y de Banco de México.
Entre 1964 y 1966 se desempeñó como Subdirector de Control de la Junta de Gobierno de los Organismos Descentralizados y Empresas de Participación Estatal de la Secretaría del Patrimonio Nacional (Sepanal). De 1967 a 1971, fue director General de Inspección de Adquisiciones dependiente de la Sepanal y miembro de los Consejos de Administración del Sistema de Transporte Colectivo de Aeropuertos y Servicios Auxiliares.
Desde 1974 hasta 1976 se dedicó al ejercicio profesional mientras actuaba también como asesor de empresas vinculadas a Cementos Anáhuac, S.A. y como Asesor de la Alianza de Camioneros de la República Mexicana; en esas mismas fechas fue autor de proyectos para la fabricación de llantas para camión y otros artículos indispensables dentro de la industria del transporte.
De 1977 a 1979 se le designó Delegado Fiduciario de Nacional Financiera, en los Fideicomisos Lago de Tequesquitengo y Balneario Agua Hedionda. Entre 1978 y 1979 fue director de la Casa de Moneda de México y se desempeñó como Subsecretario de Inspección Fiscal en la Secretaría de Hacienda y Crédito Público.

## Gobernador
Fue elegido candidato del Partido Revolucionario Institucional (PRI) para ocupar la Gubernatura del Estado de Veracruz, y ocupó ese puesto del 1 de diciembre de 1980 hasta el 30 de noviembre de 1986. Por su preocupación y gusto por la historia y las artes, durante su mandato el gobierno compró la exhacienda "El Lencero", cercana a la Ciudad de Xalapa cuyo dueño había sido Antonio López de Santa Anna para convertirla en un museo. También se construyó el Museo de Antropología, uno de los más importantes en el país y con reconocimiento internacional. 
Posterior a su mandato, fue asesor especial del gobernador Fidel Herrera Beltrán, entre 2009 y 2010.
Falleció en la Ciudad de México el 12 de abril de 2011, a causa de enfisema pulmonar.